# Igor Benedejčič
Igor Benedejčič (28 juli 1969) is een voormalig profvoetballer uit Slovenië die speelde als middenvelder gedurende zijn carrière. Hij kwam onder meer uit voor Olimpija Ljubljana en NK Koper. Benedejčič was nadien onder meer trainer-coach van Interblock Ljubljana (2008-2010).

## Interlandcarrière
Benedejčič kwam in totaal acht keer uit voor de nationale ploeg van Slovenië in de periode 1992-1998 en maakte daarbij één doelpunt. Hij maakte zijn debuut onder leiding van bondscoach Bojan Prašnikar in de eerste officiële interland van de voormalige Joegoslavische deelrepubliek sinds de onafhankelijkheid: een vriendschappelijk duel op woensdag 3 juni 1992 tegen Estland (1-1) in Tallinn. Hij nam in dat duel de enige treffer van de Slovenen voor zijn rekening, nadat aanvaller Aleksandr Puštov de thuisploeg in de eerste helft op voorsprong had gezet.

## Erelijst
Olimpija Ljubljana
- Landskampioen

1992, 1993, 1994, 1995
- Beker van Slovenië

1993, 1996
- Sloveense Supercup

1995